# Mimudea leptidalis
Mimudea leptidalis là một loài bướm đêm trong họ Crambidae.